# Sphodromerus pilipes
Sphodromerus pilipes är en insektsart som först beskrevs av Jaus 1891.  Sphodromerus pilipes ingår i släktet Sphodromerus och familjen gräshoppor. Inga underarter finns listade i Catalogue of Life.